# 亞歷山大 (雞尾酒)
亚历山大（英語：Alexander）是一種雞尾酒，由干邑白蘭地或琴酒、可可香甜酒和鮮奶油組成。
口感很好且味道甜美，适合女性饮用。

## 歷史
亞歷山大雞尾酒於1922年由Hery Mc Elhone在倫敦的Ciro's Club發明，以紀念一位著名的新娘。至少有兩種來自 20 世紀初的飲料都被稱為“亞歷山大”，但它們仍然是不同的飲料。在 Jacob Abraham Grohusko 的 Jack's Manual on The Vintage & Production, Care & Handling of Wines, Liquors &c.（1910 年）中，“亞歷山大雞尾酒”被描述為三份黑麥威士忌，一份廊酒，加一塊冰和一小撮橙皮。在 Hugo Ensslin 的 Recipes for Mixed Drinks （1915 年）中，同名飲料是用等量的琴酒、白可可香甜酒和甜鮮奶油製成的，加冰搖勻並過濾。最初它被稱為巴拿馬，使用琴酒而非干邑白蘭地，淺色可可香甜酒而非深色。。

## 變種
- 琴亚历山大（Gin Alexander）：使用琴酒而非干邑白蘭地。
- 咖啡亞歷山大（Coffee Alexander）：使用咖啡利口酒代替可可香甜酒。
- 藍色亞歷山大（Blue Alexander）：使用藍色庫拉索代替可可香甜酒。
- 綠色蚱蜢（Grasshopper）：該變體也屬IBA官方雞尾酒之一，使用綠薄荷香甜酒（crème de menthe verde）而非干邑白蘭地。